# Land Rover Defender
Land Rover Defender – samochód terenowy klasy średniej, a następnie klasy wyższej produkowany pod brytyjską marką Land Rover od 1983 roku. Od 2020 roku produkowana jest druga generacja modelu.

## Pierwsza generacja

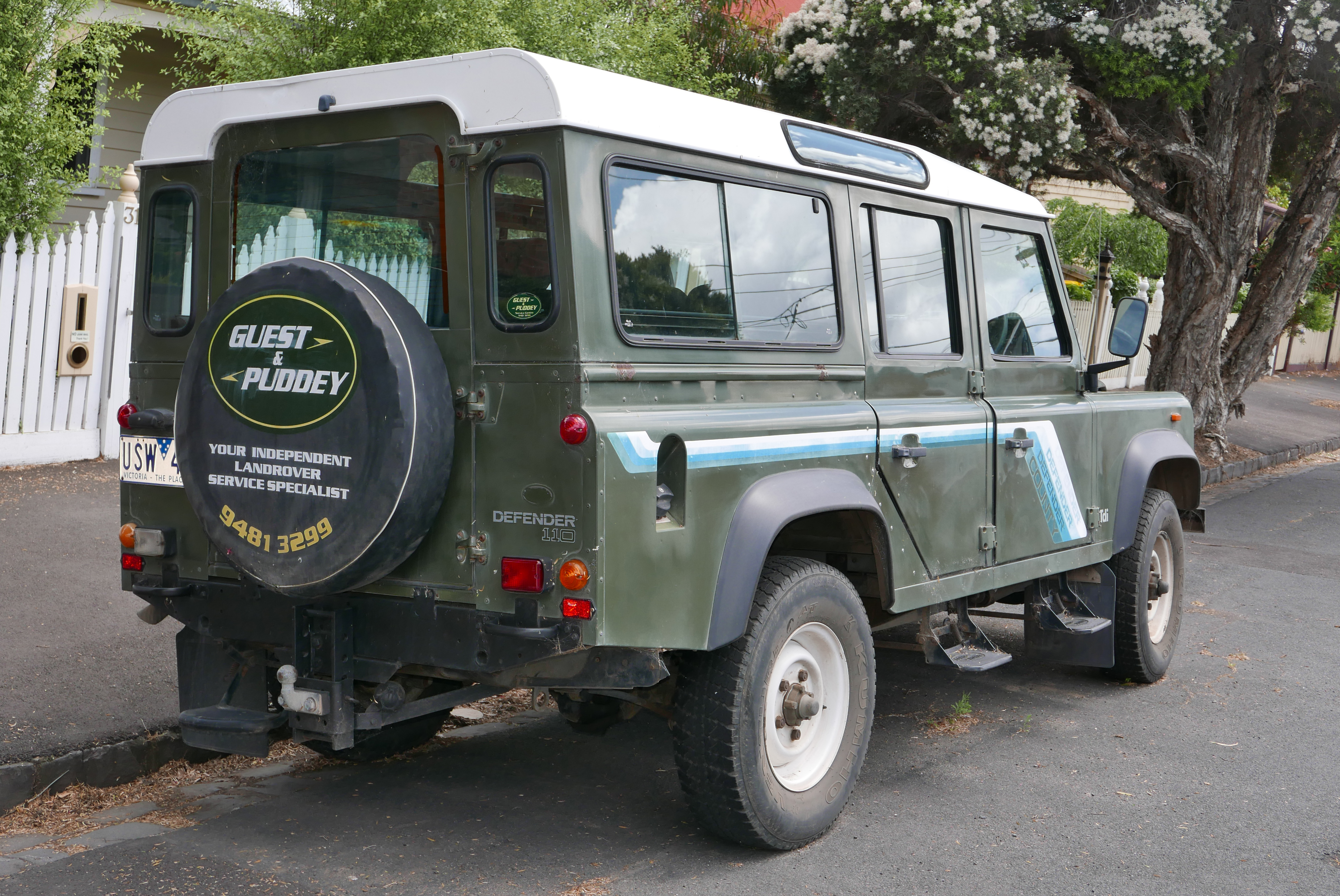
Land Rover 110 – tył

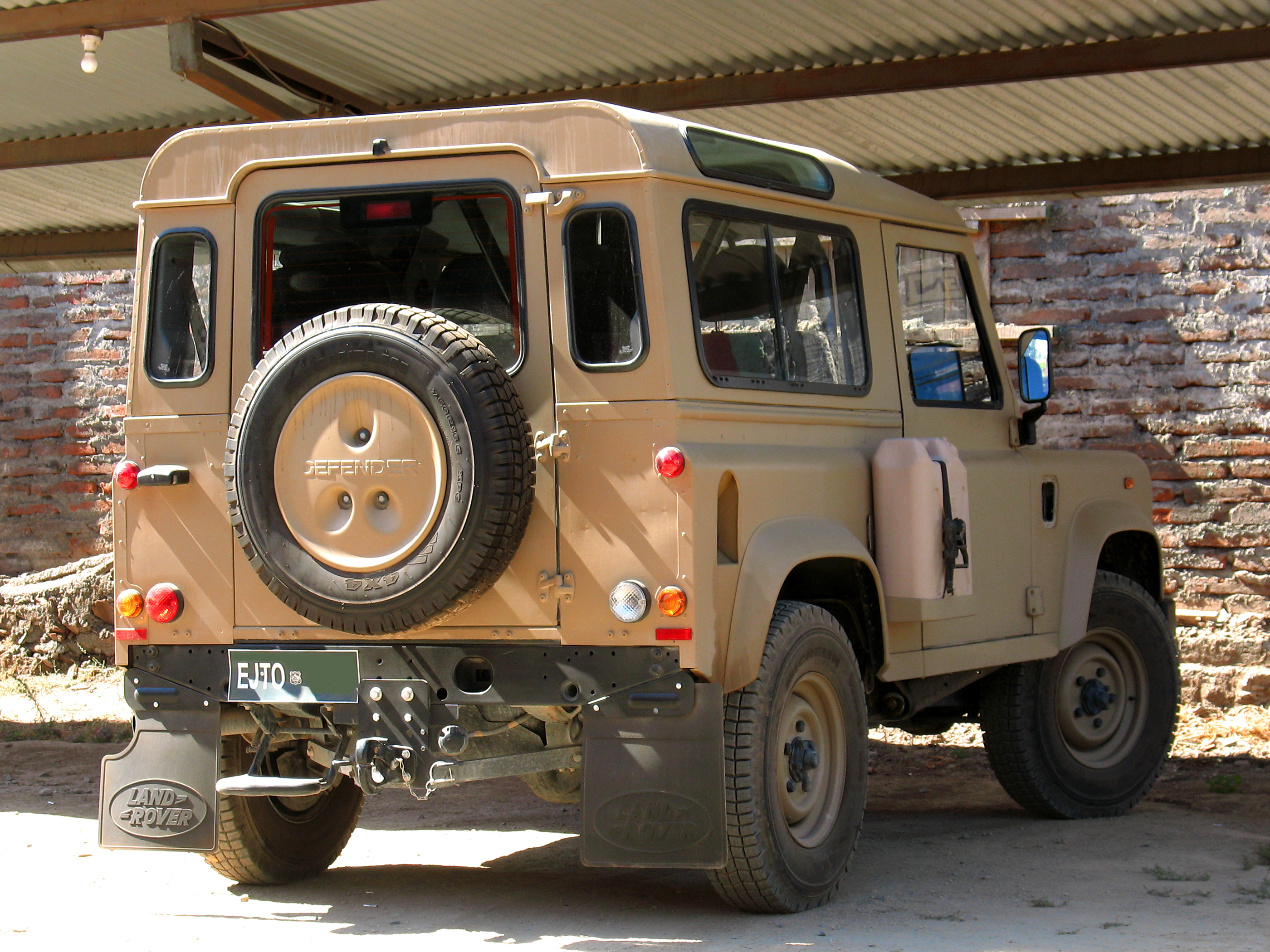
Land Rover 90 – wersja trzydrzwiowa

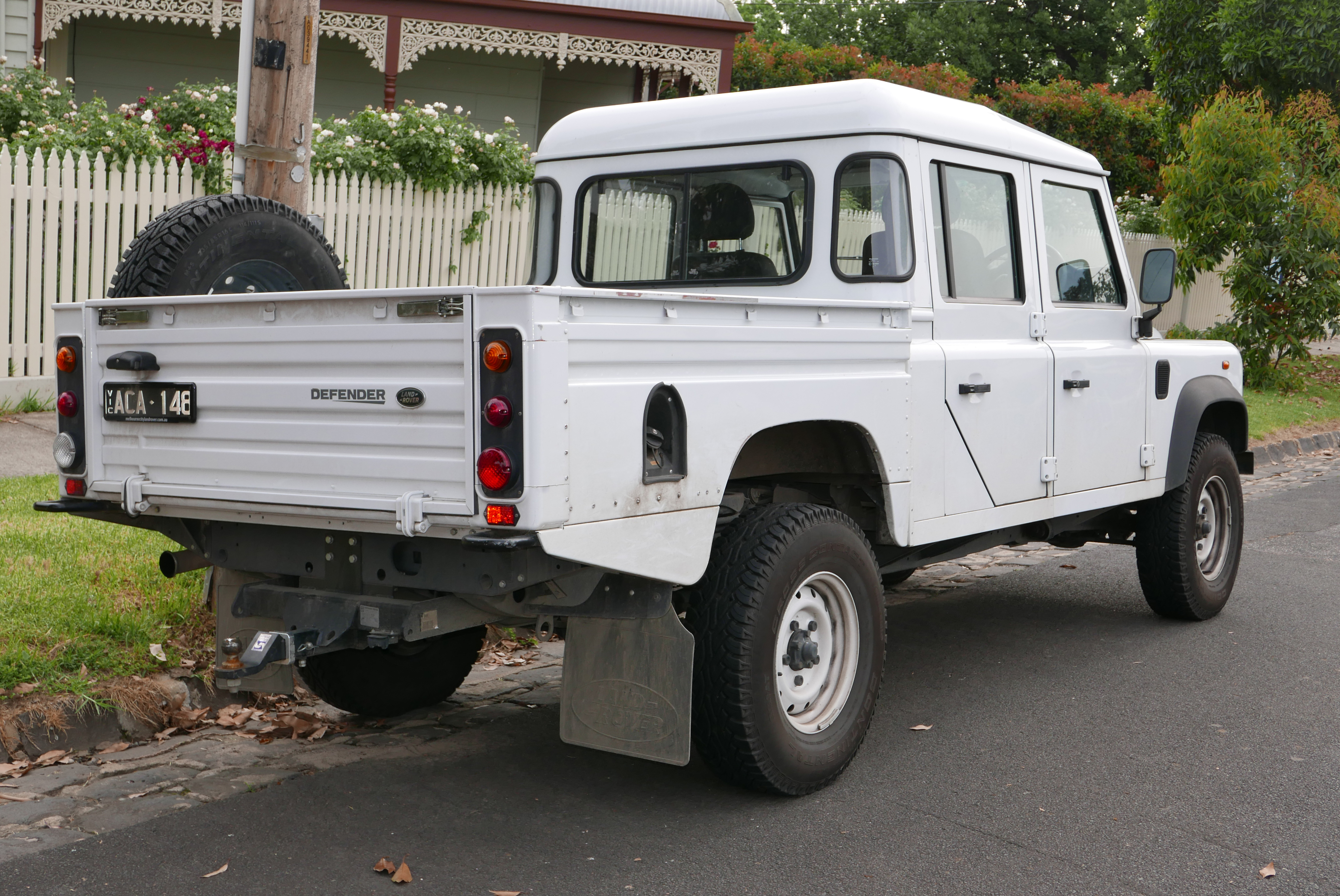
Land Rover Defender I Pickup

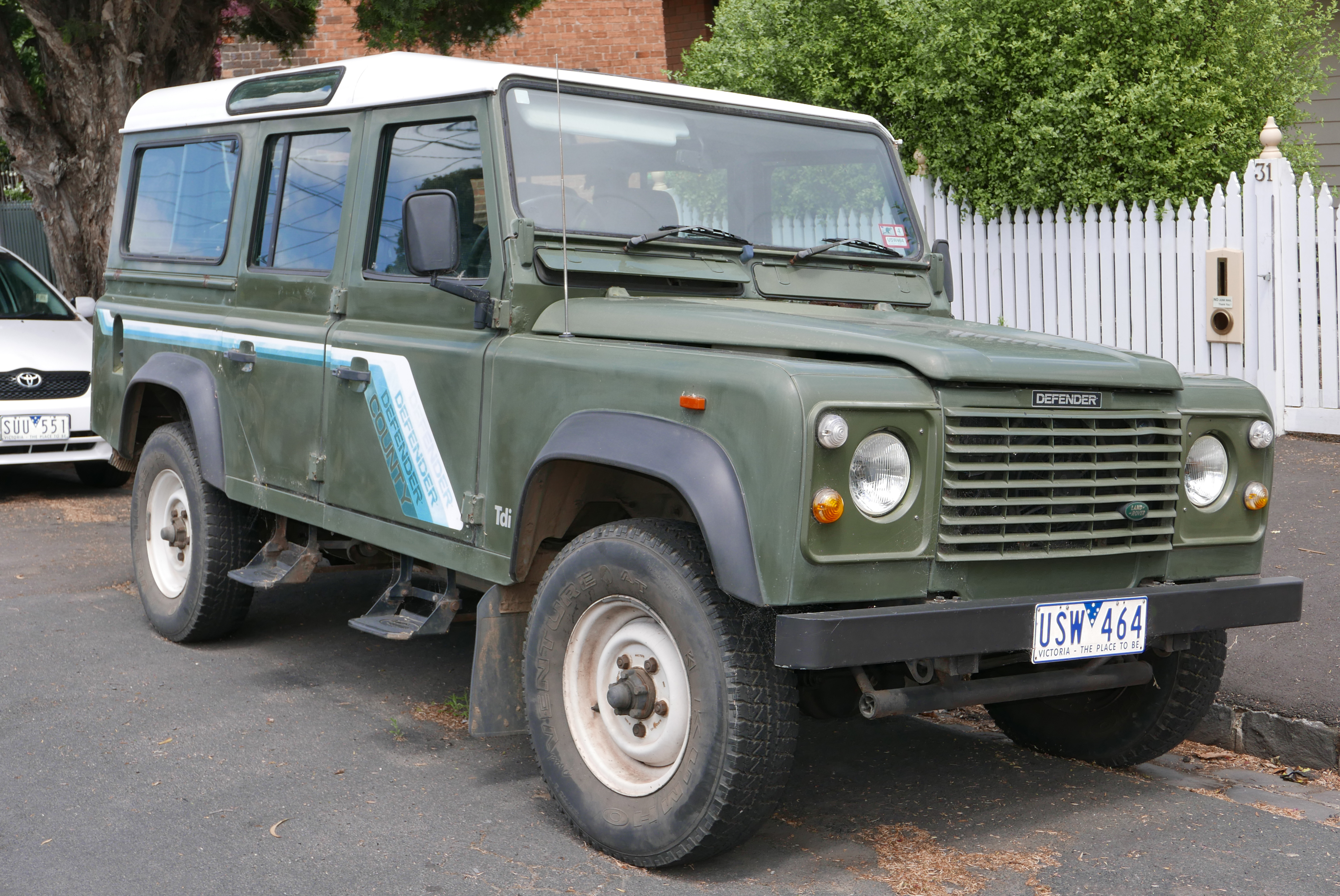
Land Rover Defender I po pierwszym liftingu

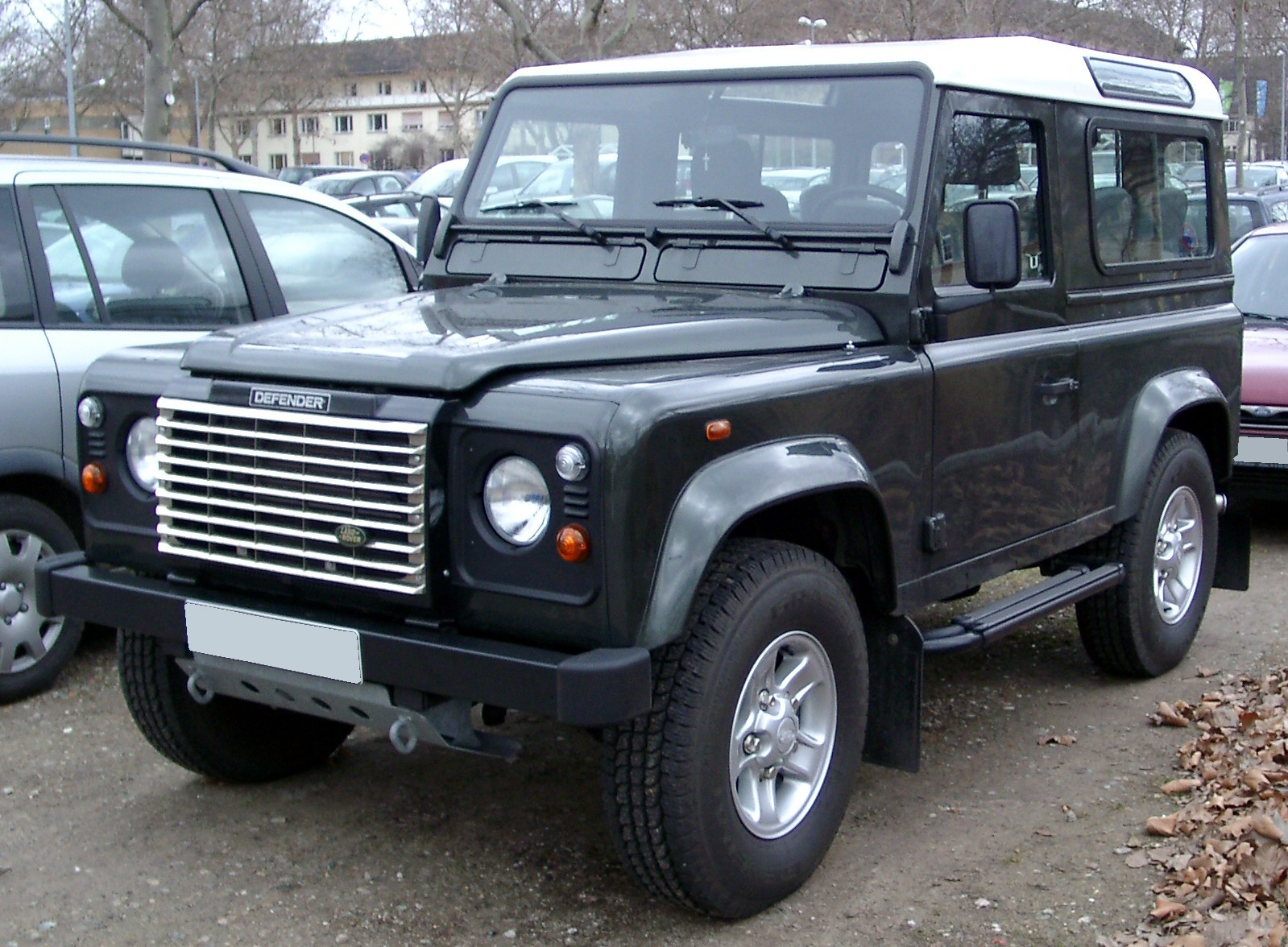
Land Rover Defender I po drugim liftingu

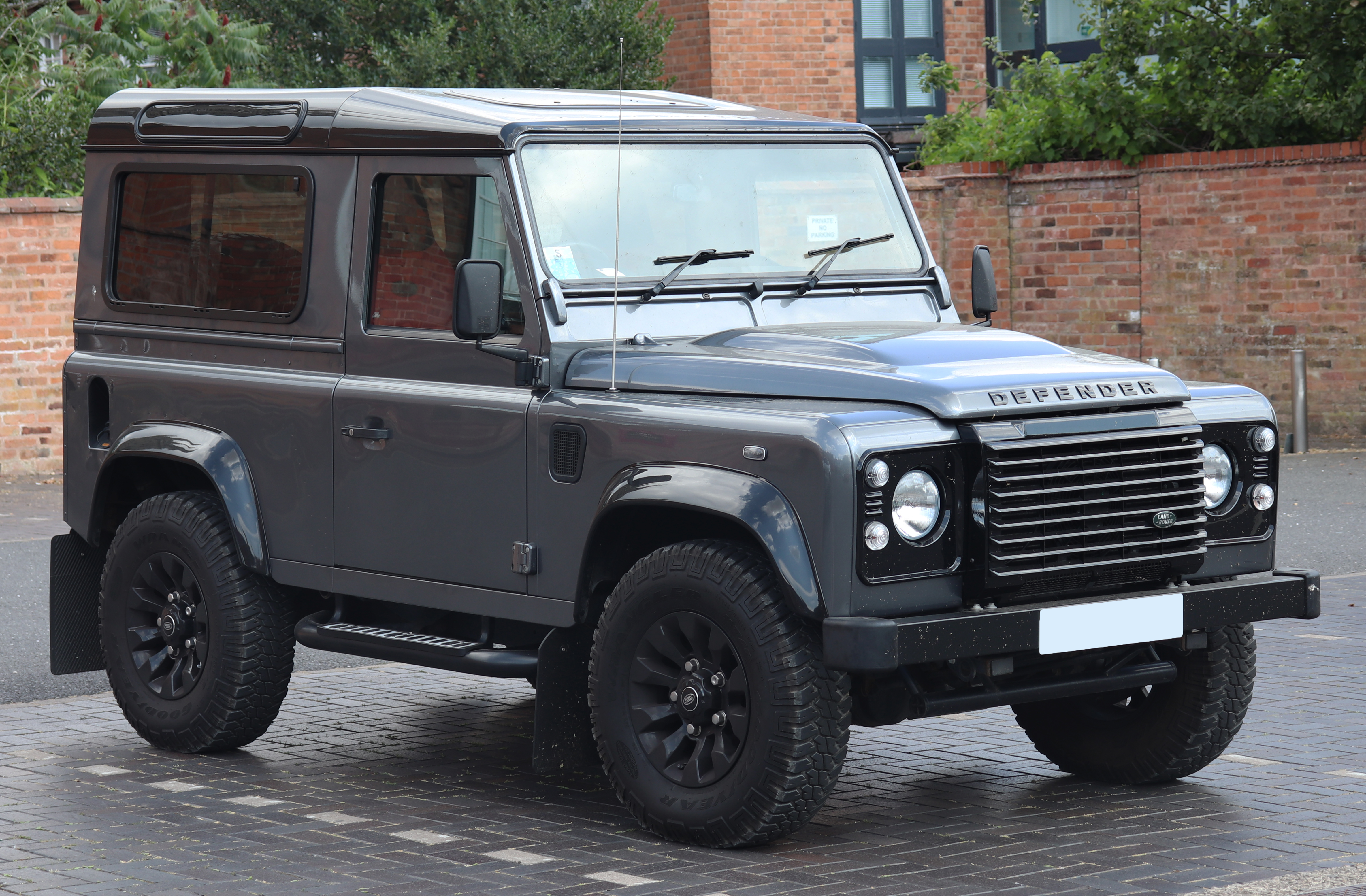
Land Rover Defender I po trzecim liftingu

Land Rover Defender I został zaprezentowany po raz pierwszy w 1983 roku.
Historia pojazdu sięga roku 1948, kiedy to marka Rover stworzyła model Land Rover inspirowany Jeepem Willysem. Po tym, gdy marka w 1978 roku zyskała samodzielność, w 1983 roku Land Rover wyprodukował bezpośredniego poprzednika Defendera, model znany pod nazwami 90 (Ninety) i 110 (One Ten), odpowiednio dla rozstawów osi 90 i 110 cali. W ciągu 25 lat auto przeszło wiele modernizacji konstrukcyjnych jednak pod względem stylistycznym nie zmieniło się prawie wcale, zachowując również wiele cech wspólnych z modelami Series. Zachowano zarówno modułową karoserię pojazdu, osadzoną na ramie, jak i zaprojektowane w sposób surowy wnętrze.

### Lifting (1990) i zmiana nazwy
W 1990 roku wprowadzono nazwę Defender, dla odróżnienia od nowego wówczas modelu Discovery. Produkowano trzy główne wersje, różniące się rozstawem osi: 90, 110 i 130. Produkowane były również wersje specjalne, z trzema osiami napędowymi.
W 1999 roku poprzednie turbodoładowane silniki Diesla (200 i 300 Tdi) zastąpiono nową, pięciocylindrową jednostką Td5.

### Lifting (2007)
W 2007 roku auto doczekało się szeregu zmian, które wprowadzono po to, aby spełnić coraz bardziej rygorystyczne normy emisji spalin. Jednostkę TD5 zastąpił silnik Forda o pojemności 2.4 litra i mocy 122 KM. W tym samym roku, w trzeciej generacji modelu, zastosowano mocno przeprojektowaną deskę rozdzielczą, w której znalazły się elementy zaczerpnięte z luksusowego modelu Discovery. Przeprojektowano też całkowicie system ogrzewania i nawiewu powietrza do kabiny. W efekcie tej ostatniej zmiany spod przedniej szyby zniknęły charakterystyczne wloty powietrza do kabiny, obecne od czasów Serii I.

### Lifting (2012)
Pod koniec 2012 roku producent przedstawił odświeżony model na rok 2013. Odświeżenie modelu polegało m.in. na wprowadzeniu nowych odcieni lakieru i lakierowaniu dachu w innym kolorze niż nadwozia. Wprowadzono także nowe fotele częściowo wykonane ze skóry. Do wyposażenia standardowego dodano system audio firmy Alpine wyposażony w Bluetooth oraz USB i subwoofer.

### Koniec produkcji
Produkcję Defendera zakończono ostatecznie 29 stycznia 2016 roku, prezentując trzy ostatnie wersje limitowane, czyli Heritage, Adventure i Autobiography .

### Wersje limitowane
- 90SV (1992)
- 90 Station Wagon (1998) – 1071 egzemplarzy
- Heritage (1998)
- Tomb Raider (2000)
- SVX (2008)
- 90 Yachting Edition (2010)
- X-Tech Limited Edition (2011)
- LXV Special Edition (2013)
- Heritage (2015)
- Adventure (2015)
- Autobiography (2015)

## Druga generacja

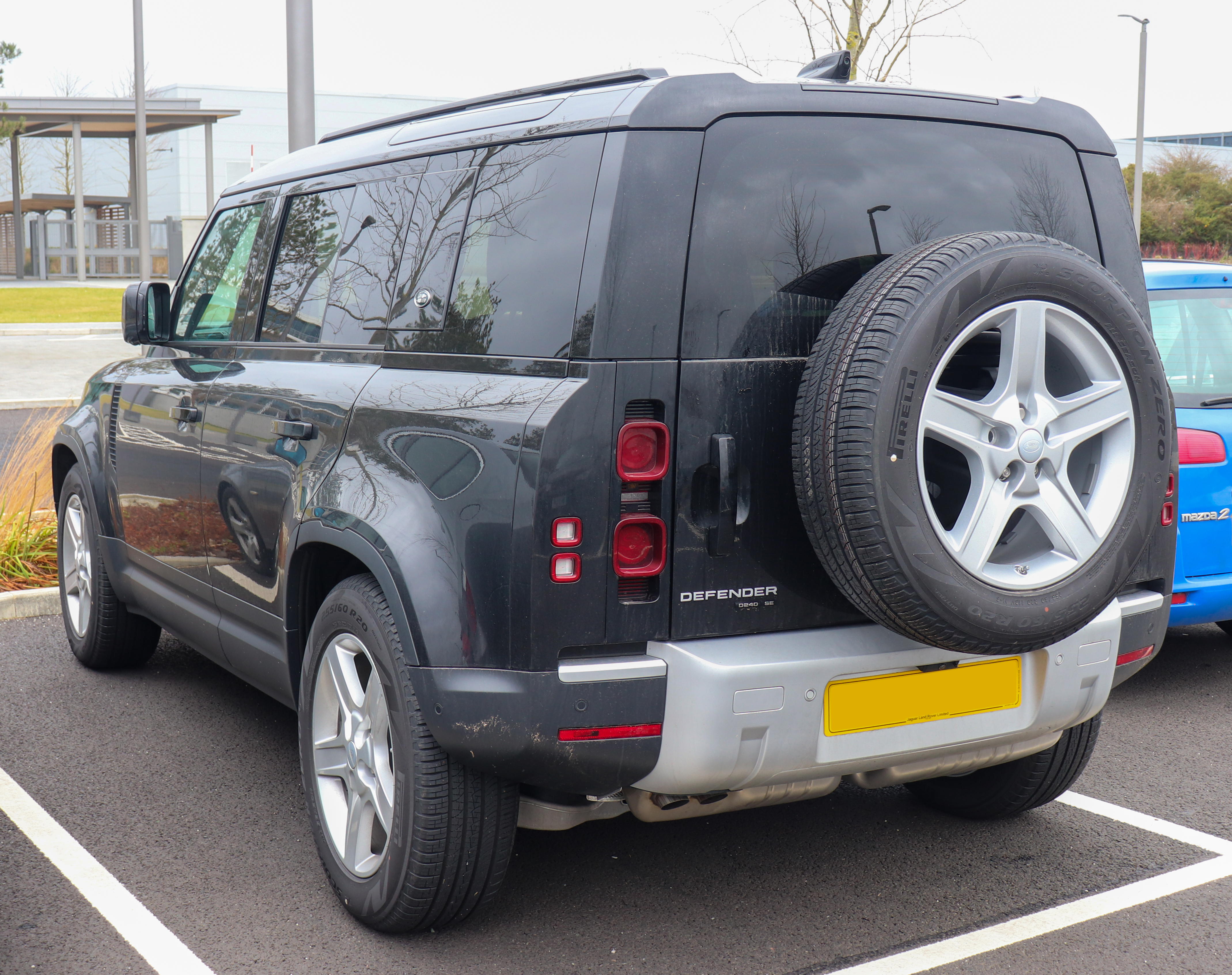
Land Rover Defender II – tył

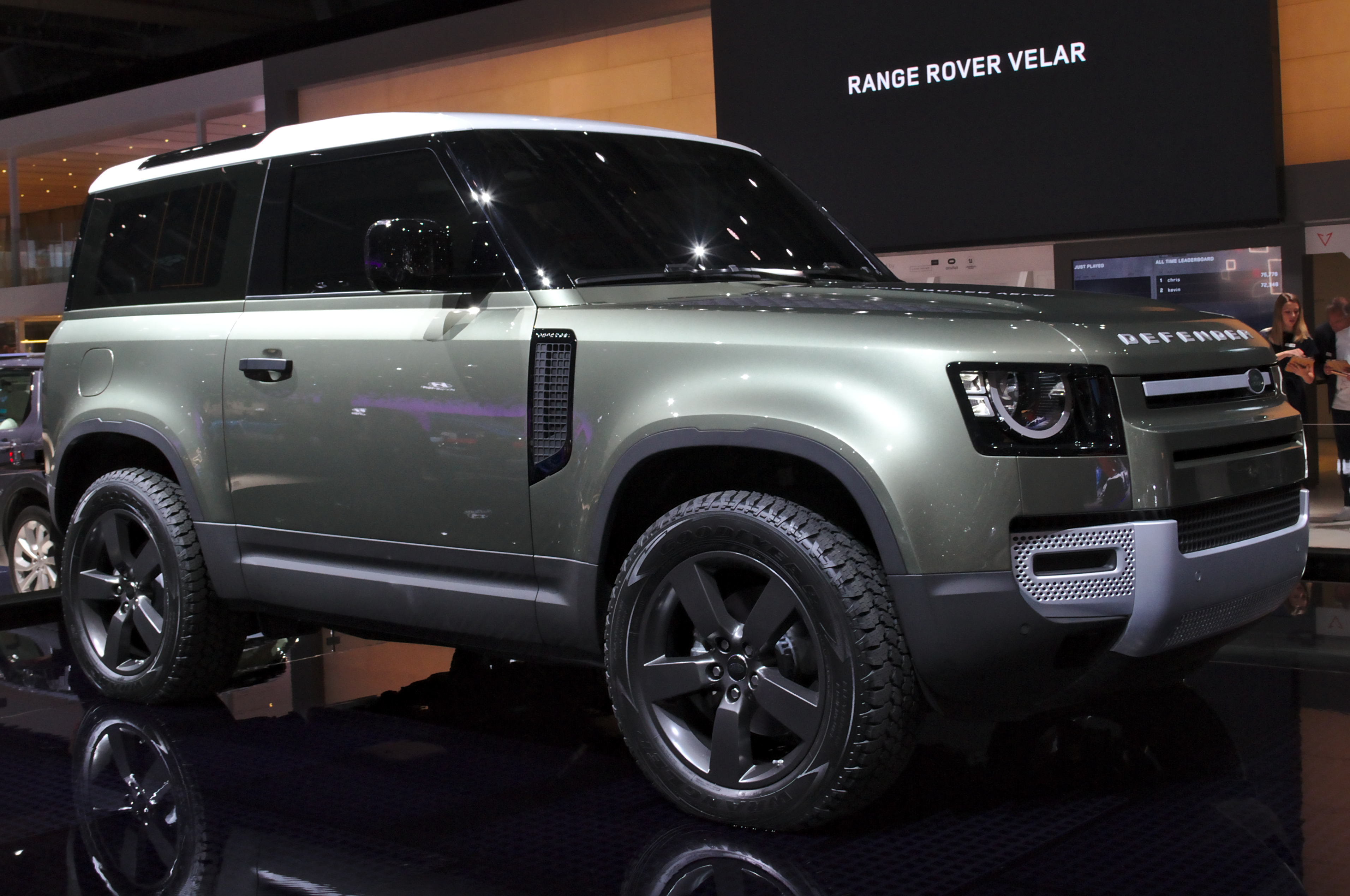
Land Rover Defender II w wersji trzydrzwiowej

Land Rover Defender II został zaprezentowany po raz pierwszy w 2019 roku.
Jeszcze podczas produkcji poprzednika, Land Rover przedstawił we wrześniu 2011 roku studyjną zapowiedź wizji swojego terenowego modelu w zupełnie nowej formie. Prototyp otrzymał nazwę Land Rover DC100 Concept i miał zapowiadać kluczowe cechy koncepcji, w jakiej zbudowany zostanie zapowiadany na najbliższe lata następca.
Ostatecznie, zupełnie nowy Defender drugiej generacji po trwającym 7 lat procesie konstrukcyjnym i testowym, został oficjalnie zaprezentowany w produkcyjnej formie podczas targów motoryzacyjnych we Frankfurcie w 2019 roku. Jest to zupełnie nowa konstrukcja zbudowana od podstaw, po raz pierwszy od czasu premiery poprzednika w 1983 roku, którego technika wywodzi się aż z drugiej połowy lat 40. XX wieku. Samochód w istotnym stopniu nawiązuje do studium DC100 z 2011 roku, uzyskując jednak wiele nowych cech wyglądu. Nadwozie zyskało masywny, ścięty przód, wąskie i prostokątne reflektory, a także oryginalne, dwuczęściowe minimalistyczne tylne lampy wkomponowane w plastikowe nakładki biegnące przez całą długość tyłu.
Wygląd deski rozdzielczej Defendera II był znany już w lutym 2019 po niekontrolowanym wycieku nieoficjalnych fotografii do internetu. Utrzymano go w minimalistycznej estetyce – koło kierownicy zamiast loga producenta zdobi napis "Defender", a deska rozdzielcza składa się z ekranu dotykowego do sterowania systemem multimedialnym. Tunel środkowy pozostał niezabudowany z racji opcjonalnego dostępu trzeciego, środkowego miejsca dla pasażera na zamówienie.

### Sprzedaż
Land Rover Defender II produkowany jest od 2020 roku w słowackich zakładach producenta w Nitrze w wariantach 3- oraz 5-drzwiowym. Dostępne będą liczne konfiguracje zarówno wyglądu wewnętrznego, jak i zewnętrznego – w zależności od zamówienia, samochód będzie mógł zyskać bardziej użytkowy, terenowy lub bulwarowy charakter. Wbrew wcześniejszym spekulacjom, Defender II nie będzie oferowany także jako pickup.